# Partido Nacional Antirreeleicionista
O Partido Nacional Antirreeleicionista (em espanhol: Partido Nacional Antirreeleccionista) foi um partido político criado em 1909 para participar nas eleições presidenciais do México de 1910.
Francisco I. Madero, que dirigia a oposição contra Porfirio Díaz, publicou em 1908 o seu livro "La Sucesión Presidencial en 1910" no qual analisava a situação política e incita à transformação democrática do país; com tal motivo, inicia uma excursão pelo país para impulsionar a criação de clubes antirreeleicionistas.
Em 22 de maio de 1909, por iniciativa de Francisco I. Madero e Emilio Vázquez Gómez, é fundado na Cidade do México o "Partido Nacional Antirreeleccionista", que teve como antecedente o  "Club Antirreeleccionista de México", fundado dias antes.
Os principais objetivos do partido eram a defesa da democracia: "Sufrágio efetivo. Não à reeleição", a observância estrita da Constituição, a liberdade municipal e o respeito pelas garantias individuais. 
O partido lançou Francisco I. Madero como candidato à presidência e Francisco Vázquez Gómez para a vice-presidência. Devido à sua grande popularidade, o governo decidiu prender Madero em  San Luis Potosí sob as acusações de tentativa de rebelião e ultraje às autoridades. Madero conseguiu fugir para os Estados Unidos e ali redigiu o Plano de San Luis que conduziria ao levantamento armado de 20 de novembro de 1910 para derrubar Porfirio Díaz. Este havia permanecido no poder mediante fraude eleitoral que impedira o Partido Nacional Antirreeleicionista de chegar à presidência do país.